# “金刚石”中央设计局
以亚历山大·安德烈耶维奇·拉斯普京命名的“金刚石”中央设计局是苏联与俄罗斯设计研发反导系统及地对空导弹的设计局。总部位于莫斯科市列寧格勒大道80号。

## 历史
1947年9月成立第1特种设计局，隶属于乌斯季诺夫领导的苏联武器装备部，研制地空导弹。1950年，研制高空远程地对空导弹系统以保卫莫斯科成为苏联国防建设的重中之重，贝利亚亲自领导由第1特种设计局改组为第1设计局的工作。为了解决办公地点的问题，特将地处列宁格勒公路和瓦罗科拉姆公路交叉口的第20研究所（即后来的莫斯科电动机械研究所）紧急迁往莫斯科州昆采沃（当时还不属于莫斯科市区直至1960年行政区划调整），腾出来的大楼给第1设计局使用。第1设计局通信地址为第1323邮箱。1966年更名为莫斯科“箭”机械设计局。1971年，更名为“金刚石”中央设计局。1988年根据苏联无线电工业部命令，组成了以亚历山大·安德烈耶维奇·拉斯普京命名的“金刚石”科研生产联合体。1995年改制为金刚石开放性联合股份公司。1996年改名为金刚石中央设计局开放性联合股份公司。2001年改为以亚历山大·安德烈耶维奇·拉斯普京命名的“金刚石”科学生产联合体开放性联合股份公司。
2002年4月23日，俄罗斯“金刚石”科学生产联合公司（由19个设计与生产单位组成）与“安泰”康采恩合并，成立了俄罗斯“金刚石-安泰”防空康采恩责任有限公司。
2009年11月30日，“金刚石-安泰”合并了旗下各家主要设计局，这些设计局取消了独立法人地位，成为金刚石设计局下属的科研中心：
- 莫斯科电动机械研究所（NIEMI）：安泰康采恩的核心设计局。研制了陆军野战防空导弹系统S-300V与道尔导弹
- 荣获劳动红旗勋章的无线电仪表技术研究所：先后研发、部署了两代战略反导导弹系统：A-35反导导弹系统（英语：A-35 anti-ballistic missile system）与A-135反弹道导弹系统。
- “牛郎星”海洋无线电电子学研究所：舰对空导弹系统总体研制机构
- 莫斯科仪表自动化研究所：雷达研究所

## 产品
1950年8月，原本研制电视技术与炮兵侦察雷达的无线电专家亚历山大·安德烈耶维奇·拉斯普京调入第1设计局，担任无线电部门负责人，在苏联第一代“金雕”防空导弹系统研制中担任副总设计师，研制出革命性的Б-200多通道多功能雷达，具有目标指示与在60度空间范围内引导多枚导弹打击20个目标。1953年5月随着贝利亚倒台后，系统总设计师巴维尔·尼古拉耶维奇·库先科被撤职，拉斯普京继任总设计师，“金雕”防空导弹系统改名为|S-25。1955年5月，S-25防空导弹系统研制成功。在拉斯普列京领导下，设计局研制出高空国土防空S-75(1953-1958)、野战近程低空S-125(1956-1961)、远程高空S-200(1958-1967)和S-300P。
设计局还参与开发空天反弹道导弹防御系统（俄语：ЕС ЗРО ПВО-ПРО)，1995年2月17日A-135反弹道导弹系统开始战斗值班。更早的1977年战斗值班的第一代A-35与A-35M反导系统。
- 区域地对空导弹系统
野战近程低空S-125
S-300PMU、S-300PMU2
S-400导弹
S-350E Vityaz 50R6（英语：S-350E Vityaz 50R6）防空导弹系统。
S-500防空导弹系统
S-400 Triumf 导弹系统
S-300PMU2 Favorit missile system
S-300P 导弹系统
- 陆军野战防空导弹系统 (莫斯科电动机械研究所科研中心)
安泰2500（英语：S-300VM missile system）
S-300V导弹系统
道尔M2E近程导弹系统
55Zh6M Nebo M and UME 三波段反隐形雷达[1][2]
- 舰对空导弹系统(海洋无线电电子学研究所-“牛郎星”设计局科研中心)
3K90 M-22飓风多通道舰载中程导弹系统
S-300F Rif-M导弹系统
Klinok
3M-47 Gibka 舰载发射巢
Podzagolovok-24E – 舰载电磁兼容设备
Moskit-E, Moskit-MVE 导弹系统
- 自动控制系统 (莫斯科仪表自动化研究所科研中心)
Baikal-1ME
Krim-KTE
Universal-1E
Fundament-2E